# Chenay (Sarthe)
 Chenay  es una población y comuna francesa, situada en la región de Países del Loira, departamento de Sarthe, en el distrito de Mamers y cantón de La Fresnaye-sur-Chédouet.

## Demografía
| 84 | 85 | 94 | 105 | 134 | 108 |
| Para los censos de 1962 a 1999 la población legal corresponde a la población sin duplicidades (Fuente: INSEE [Consultar]) |    |    |     |     |     |